# Pelikanfotssnäckor
Pelikanfotssnäckor (Aporrhaiidae) är en familj av snäckor. Pelikanfotssnäckor ingår i ordningen Mesogastropoda, klassen snäckor, fylumet blötdjur och riket djur.
Familjen innehåller bara släktet Aporrhais.